# Franciszek Fischer
Franciszek Fischer (ur. 1851, zm. 1895 w Krakowie) – polski rzeźbiarz i kamieniarz, autor pomników nagrobnych i epitafiów. 

## Życiorys
W latach 1892–1893 wykonał neogotycki chór według projektu Karola Knausa w kościele św. Katarzyny i Małgorzaty w Krakowie. W 1895 roku pracował przy przebudowie sadzawki na Skałce.